# São Sebastião da Feira
São Sebastião da Feira é uma povoação portuguesa do Município de Oliveira do Hospital que foi sede da extinta Freguesia de São Sebastião da Feira, freguesia que tinha 2,38 km² de área e 197 habitantes (2011), e, por isso, uma densidade populacional de 82,8 hab/km².
A Freguesia de São Sebastião da Feira foi extinta (agregada) pela reorganização administrativa de 2012/2013, tendo o seu território sido integrado na então criada União de Freguesias de Penalva de Alva e São Sebastião da Feira.
Foi vila e sede de um pequeno concelho, de seu nome São Sebastião da Villa da Feira. Este era constituído por uma freguesia e tinha, em 1801, apenas 153 habitantes. Concelho extinto pelo Decreto de 6 de Novembro de 1836, sendo incorporado no concelho de Penalva de Alva até 1853, data da extinção deste e incorporação no de Sandomil até 1855, data em que passou a fazer parte do atual concelho (atual município) de Oliveira do Hospital.

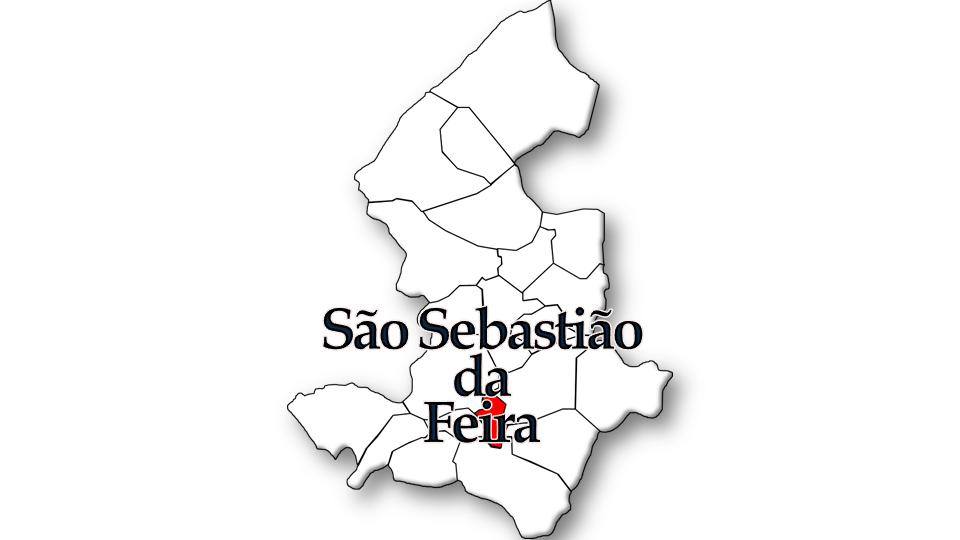
Localização no Município de Oliveira do Hospital

## População

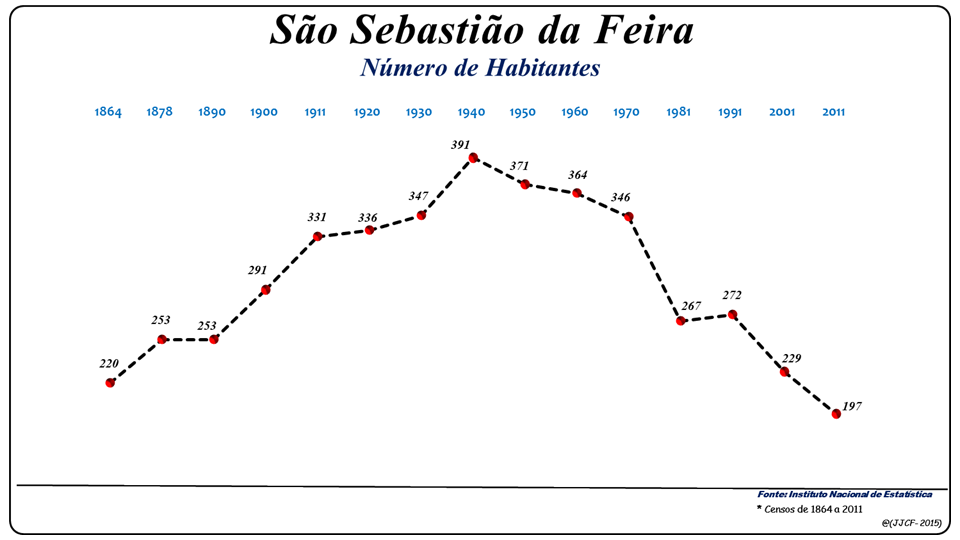
Evolução da População (1864 / 2011)

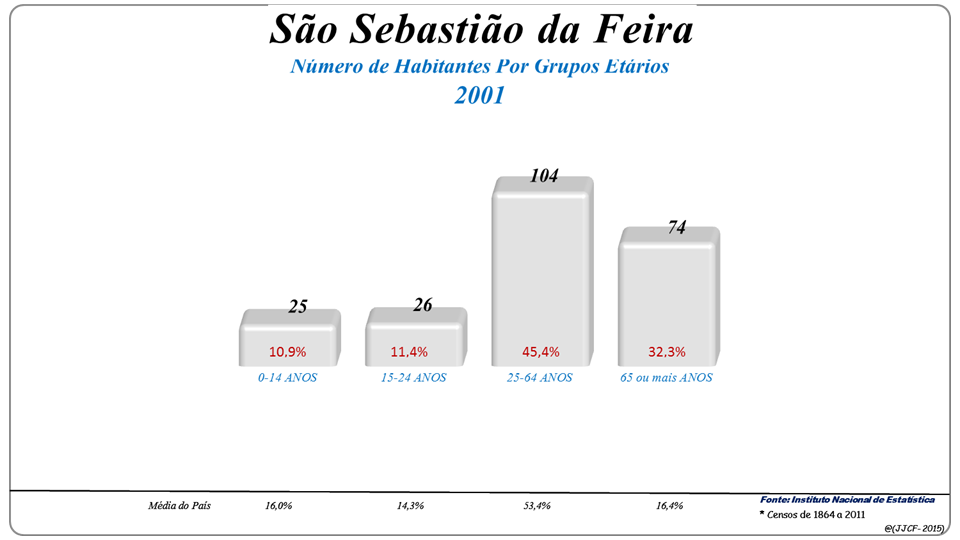
Grupos Etários (2001 e 2011)

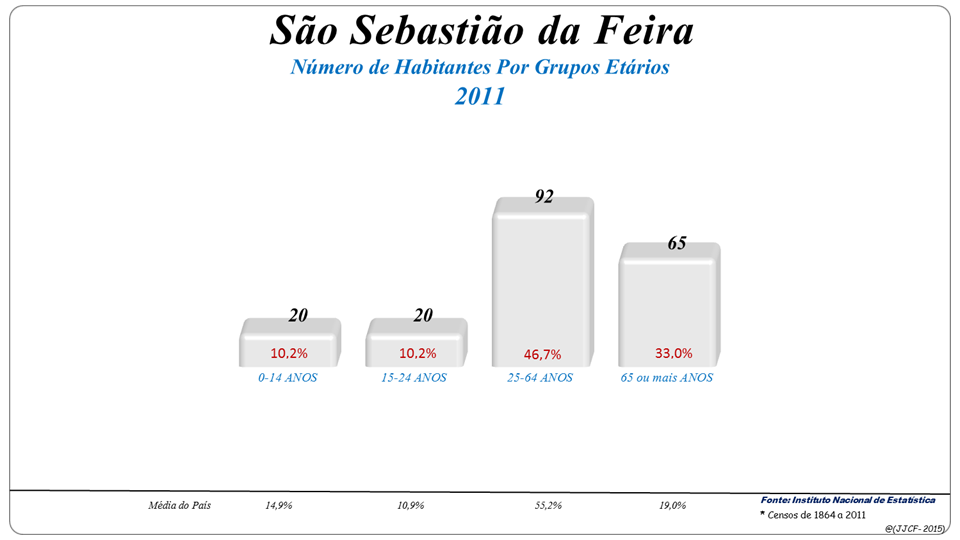
Grupos Etários (2001 e 2011)

| População da freguesia de São Sebastião da Feira | População da freguesia de São Sebastião da Feira | População da freguesia de São Sebastião da Feira | População da freguesia de São Sebastião da Feira | População da freguesia de São Sebastião da Feira | População da freguesia de São Sebastião da Feira | População da freguesia de São Sebastião da Feira | População da freguesia de São Sebastião da Feira | População da freguesia de São Sebastião da Feira | População da freguesia de São Sebastião da Feira | População da freguesia de São Sebastião da Feira | População da freguesia de São Sebastião da Feira | População da freguesia de São Sebastião da Feira | População da freguesia de São Sebastião da Feira | População da freguesia de São Sebastião da Feira |
| ------------------------------------------------ | ------------------------------------------------ | ------------------------------------------------ | ------------------------------------------------ | ------------------------------------------------ | ------------------------------------------------ | ------------------------------------------------ | ------------------------------------------------ | ------------------------------------------------ | ------------------------------------------------ | ------------------------------------------------ | ------------------------------------------------ | ------------------------------------------------ | ------------------------------------------------ | ------------------------------------------------ |
| 1864                                             | 1878                                             | 1890                                             | 1900                                             | 1911                                             | 1920                                             | 1930                                             | 1940                                             | 1950                                             | 1960                                             | 1970                                             | 1981                                             | 1991                                             | 2001                                             | 2011                                             |
| 220                                              | 253                                              | 253                                              | 291                                              | 331                                              | 336                                              | 347                                              | 391                                              | 371                                              | 364                                              | 346                                              | 267                                              | 272                                              | 229                                              | 197                                              |

## Património
- Igreja de S. Sebastião (matriz)
- Capela de Santa Luzia
- Cruzeiros da Igreja e do Rossio
- Janela manuelina
- Vestígios arqueológicos romanos
- Praia fluvial
- Levada
- Albufeira
- Alminhas de São Sebastião da Feira, destacando-se 2 exemplares em  pedra trabalhada, um próximo da escola primária e outro perto do cemitério velho [3]